# Bodega Cooperativa de Felanich
La Bodega Cooperativa de Felanich es una obra única en Mallorca, se encuentra situada en la localidad española de Felanich, Islas Baleares. Por su tipología y funcionalidad, fue la más grande de las bodegas de vinos mallorquines. Está situada bajo el monte de la Mola y se puede acceder desde la calle de Guillem Timoner. Es un recinto donde se elaboraba y envejecía el vino. Se gestionaba por el conjunto de socios que formanban la cooperativa voluntariamente, implicando un compromiso de participación activa.

## Historia
Fue en la estación enológica, fundada en 1913, donde se gestó la idea de crear un Bodega cooperativa, que fue conocido como el Sindicato. La sociedad cooperativa fue fundada en 1919 por Bartolomé Vaquero Veny, entonces presidente de la Cámara Agrícola y Miquel Caldentey Tallades, presidente de la Caja Rural de Felanich. Fue un proyecto ambicioso ideado por el ingeniero agrónomo Ernesto Mestre, director de la Estación Enológica que proyectó la planta y el alzado del edificio. El sindicato o la Bodega Cooperativa fue edificada entre 1919 y 1922, siguiendo unos planos modernistas del arquitecto Guillermo Forteza Piña.
La Bodega, fabricó y vendió un producto que hasta el 1923 sólo se comercializaba en el municipio Felanich. Pero los años pasaron y paralelamente al nuevo nacimiento de las denominaciones de origen, la venta se extendió a lo largo de la isla con el objetivo de dar salida a la cosecha de los campesinos que no tenían bodega propia y debían malvender la su producción.
A partir de 1990, la Bodega Cooperativa comenzó a mostrar síntomas evidentes de declive. Una reducción de plantilla y una deuda de más de 130 millones de pesetas remató el sueño industrial del municipio Felanich. En los primeros años del 1990, pasó a manos de La Caixa, que administró sus deudas hasta que finalmente decidió subastarlo al gran público.
En 1992, pasó a manos del bodeguero de Binisalem Paz Ripoll Pol, adelantándose a un grupo de inversores británicos, este propietario sólo quiso mantener la esperanza de hacer renacer el Sindicato.

## Arquitectura

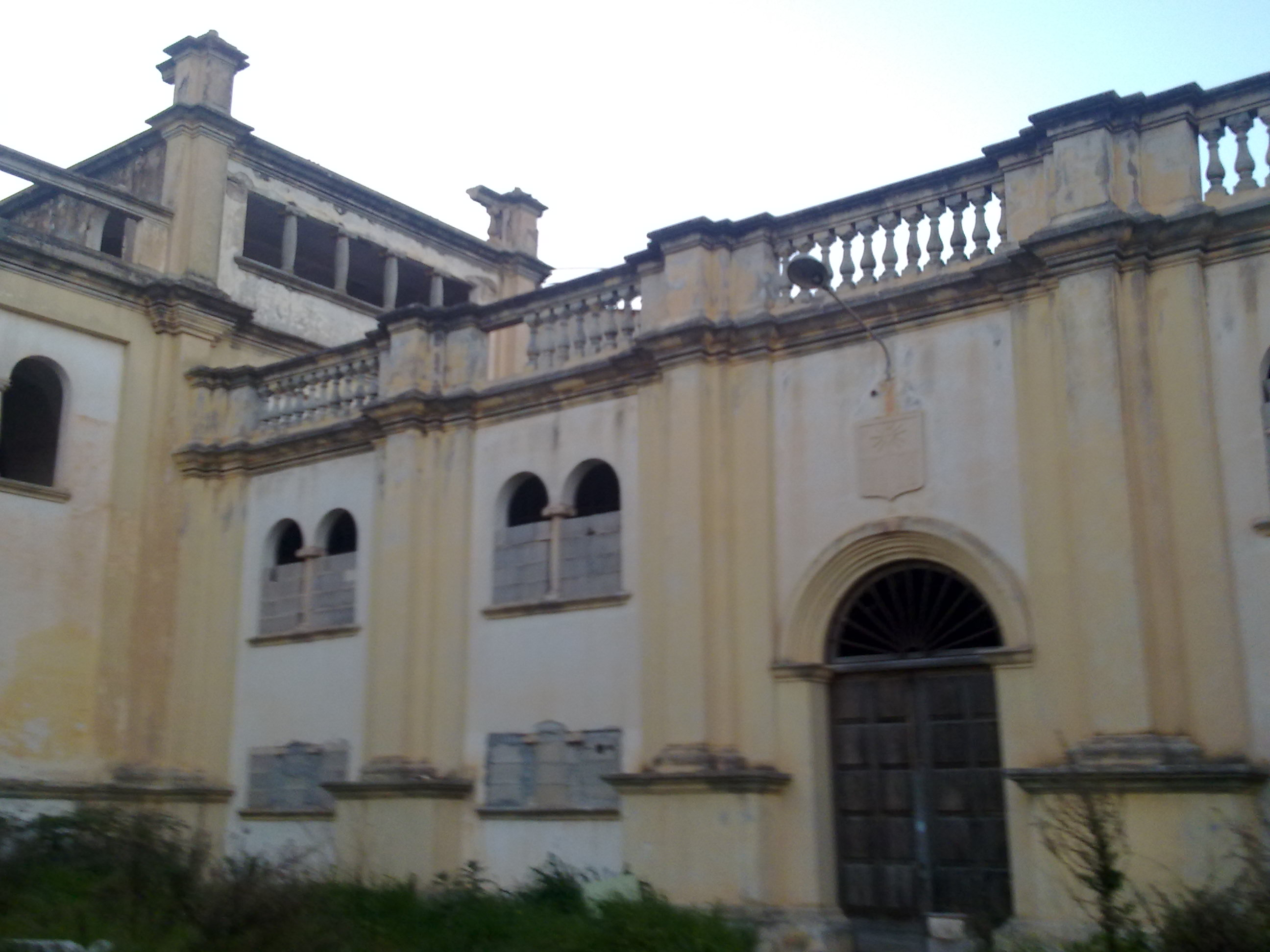
Bodega cooperativa de Felanich.

### Exterior
La fachada se encargó al arquitecto Guillermo Forteza Piña. Las obras comenzaron en el año 1919 y en 1921 ya estaba en funcionamiento. Para la construcción se utilizaron materiales industriales, como el hormigón y el cemento, combinados con piedra para determinantes elementos de la fachada. Presenta una fachada monumental dividida por pilastras entre las que se disponen ajimeces. En la zona central, se abre un portal de medio punto, rematado por un ático curvilíneo con un medallón central. La fachada lateral, está estructurada a partir de hastiales mixtilíneos coincidentes con los faldones de las naves del edificio. También aparecen los ajimeces y pilastras de sillares que forman fajas verticales.

### Interior
El espacio interior, condicionado por el uso industrial, se estructuró a partir de grandes arcos diafragma ojivales de hormigón que sostienen la cubierta con vertientes que se combinan con otros arcos menores de medio punto y parabólicos que aumentan el dinamismo del espacio interior. Esta solución de ingeniería técnica recuerda el sistema utilizado por las iglesias góticas catalanas, pero aquí tiene una actitud funcional, lo que contrasta con la estética neobarroca de la fachada.

## Actualidad
Desde finales de la década de 1990 está tapiado, olvidado y víctima de acciones vandálicas.